# Eusimonia roeweri
Eusimonia roeweri är en spindeldjursart som beskrevs av Panouse 1957. Eusimonia roeweri ingår i släktet Eusimonia och familjen Karschiidae. Inga underarter finns listade i Catalogue of Life.